# Набовват (станция метро)
«Набовва́т» (перс. نبوت‎; англ. Nabovvat) — станция Второй линии Мешхедского метрополитена.
Предыдущая станция — «Фаджр», следующая станция — «Шахид Мофаттех».
Была открыта 15 февраля 2017 года, и расположена в восточной части Мешхеда, на Бульваре Набовва́т. Слово Набовва́т с персидского языка (а также арабского языка) переводится как пророчество или посланничество.